# Vätterleden
Vätterleden er navnet på motorvejen (vej E4) mellem Jönköping og Ödeshög. Vejen blev indviet etapevist i 1960, 1964 og 1972. Vejen går langs med søen Vättern og går nær vandet sammen med klipperne. Vejen regnes som en af Sveriges smukkeste motorveje. Omkring Gränna går den højt over Vättern med meget fin udsigt. Her er den en af Sveriges højeste beliggende motorveje, cirka 280 meter over havet og 190 meter over Vättern.
Ved Vätterleden ligger også de meget besøgte rastepladser Gyllene Uttern og Brahehus med udsigt over Vättern.

## Dokumentarfilm
På 60-årsdagen for indvielsen af første etape, den 13. december 2020, fik en timelang nyproduceret dokumentarfilm om vejens bygning, Filmen om Vätterleden, premiere. Filmen er i høj grad baseret på en smalfilmsamling som vejingeniør Gösta Mellström filmede af privat interesse, samt interviews med chefkontrollant Jöran von Platen og projektør Åke Pettersson, som alle tre var aktive ved Vätterledens bygning.